# Новые знания
«Новые знания» (укр. Нові знання) или «NZ.UA» — украинский интернет-сайт (платформа) с электронными дневниками и журналами с возможностями дистанционного обучения. Предоставляет возможности создания уроков, выставления оценок и анализа успеваемости учащихся, классов, школы. Ученики и их родители имеют постоянный доступ ко всей истории полученных оценок и домашних заданий. Является одной из составляющих проекта «КУРС: Образование» (укр. КУРС: Освіта).
По состоянию на апрель 2024 года, сайт занимает 30 место по популярности на Украине по данным SimilarWeb.

## История
Платформа создана харьковской компанией ООО «Новые знания», занимающейся разработкой образовательных продуктов.
По состоянию на начало 2022—2023 учебного года, сервис «Новые знания» использовали 55 % украинских школ, внедривших электронные журналы из охваченных исследованием Государственной службы качества образования Украины. Среди конкурентов «Моя школа» (6 %), «НИТ: Обучение и технологии» (укр. НІТ: Навчання і технології) (5 %), «Е-журнал» (4 %) и другие: HUMAN, Е-schools, Smart School, Всеобразование (укр. Всеосвіта), Единая школа (укр. Єдина школа), School Today, shodennik.ua.
21 декабря 2023 года Министерство образования и науки Украины сообщило о соответствии сервиса «Новые знания» требованиям безопасности и интеграции в АИКОМ (укр. АІКОМ) (автоматизированный информационный комплекс образовательного менеджмента) (укр. автоматизований інформаційний комплекс освітнього менеджменту) и о заключении договора о сотрудничестве. Количество подключенных к АИКОМ образовательных систем увеличилось до 5: «Eddy», «Единая школа» (укр. Єдина школа), «Human Школа», «Новые знания» (укр. Нові знання), «Моя школа».

## Функционал
- Журналы: создание уроков, выставление оценок и анализ успешности учащихся, классов, школы.
- Дневники: постоянный доступ учащимся и их родителям ко всей истории полученных оценок и домашних заданий, возможность анализа успеваемости по длительному периоду.
- Отчеты: механизмы анализа и графического отображения учебных достижений учащегося, класса, школы, работы учителя.
- Дистанционное обучение: возможности работать дистанционно, задавать, выполнять и проверять работы онлайн[7] .